# Saturnalia Temple
Saturnalia Temple este o trupă suedeză de doom metal formată în anul 2006 în Stockholm.

## Discografie

### Demo-uri
- 2006: "UR"

### Ep-uri și single-uri
- 2009: "Saturnalia Temple"
- 2010: "On the Powers of the Sphinx split"

### Albume
- 2011: "Aion of Drakon"